# Михаило Петровић (хирург)
Михаило Петровић (Карловац, 9. новембар 1863 — Београд, 4. август 1934) био је санитетски бригадни генерал југословенске војске, први српски хирург, професор универзитета, оснивач хируршког одељења Војне болнице у Нишу, шеф хируршког одељења Прве пољске болнице у Драгоманцима на Солунском фронту од 1916 — 1918, у којој се истако као ратни хирург и неуморни оператор. Писац бројних запажених научних радова из области хирургије, професор медицинског факултета, у два наврата председник Српског лекарског друштва.
Колико је Петровић био посвећен хируршком раду говори чињеница да је после смрти његово срце уграђено у зид хируршке сале Главне војне болнице у Београду, у Пастеровој улици, познатијој као стара Војномедицинска академија. На његовој урни записано је:,
| „ | Др Петровић предаје душу Богу, тело српској земљи, а срце српској медицини " | ” |

## Живот и дело
Рођен је 9. новембра 1863. у Карловцу, Хрватска, тада под Аустроугарском влашћу, у српској породици угледног трговца Василија Петровића. Још као дете прешао је у ослобођену Кнежевину Србију и у Београду, у околини Видин капије, растао, и васпитавао се у српском духу. Гимназију је завршио у Београду, а медицину у Бечу. Специјализовао је хирургију код славног професора Теодора Билрота у Бечу и професора Војислав Суботића у Београду.
Као страни поданик, са годишњом платом од 1.500 динара, 1890. ступио је на рад у Општу државну болницу у Београду као срески лекар и лекарски помоћник на хируршком одељењу којим је руководио др Војислав Суботић српски хирург светске славе у области хирургије повреда крвних судова и цисти панкреаса.. Примајући Петровића на своје одељење, Суботић га је дочекао овим речима: 
| „ | Примићу вас, amice, на своје одељење под условом да станујете у непосредној близини болнице, да се 'раните што ближе, да се не бавите приватном праксом и да сте сваког тренутка болници на расположењу. | ” |

Према каснијем писању Петровића на, Суботићевом одељењу, владала је најстрожа, дисциплина, дисциплина коју су без поговора, морали поштовати сви запослени, или би у противном били са одељења уклоњени, што је, по мишљењу Петровића, на младе лекаре повољно утицалало јер их је учило реду и раду. Петровићу Суботићева строгост и ауторитет није сметала, у њиховим каснијим разликама у мишљењу поводом једне те исте ствари. Али,међу овом двојицом великана српске хирургије није било непосредних, а поготову не јавних сукоба, чак и о нда када је ученик превазишао свог учитеља.
У Српску војску ступио је 1893. године. Године 1896, под недовољно разјашњеним околностима, Михајло Петровић је у чину санитетског капетана, отишао у Ниш за начелника хирургије Моравске сталне војне болнице у Нишу, где је постао једини хирург у граду Нишу.
Стање које је 1869. у нишкој војној болници затекао, Петровић је у свом дневнику овако описао;
| „ | Затекао сам лоше стање не беше ни колико толико подесног локала где би се оно могло сместити. Просторија у којој смо требали да оперишемо, била је смештена у једној од болесничких соба Трећег павиљона, у којима су лежали сви могући болесници, но која је била моментално испражњена и окречена. Све до половине 1898. године радили смо у тој соби. Но, како се те године довршио један нов приземни павиљон са две велике собе и по две мале, то га је хируршко одељење заузело и у једној од тих малих соба - од 9 m² - наместило операциону салу, а од ходника оградом одвојило предворје операционе сале, за прање руку и пресвлачење хирурга и његових помоћника, према асептичном протоколу. | ” |

У исто време (1897) када је оснивао хируршко одељење Моравске сталне војне болнице Ниш, на иницијативу управника Окружне болнице Ниш, др Димитрија Милићевића, Михаило Петровић, истовремено је отварао и хируршко одељење нишке Окружне болнице.

Тих година Петровић је радио паралелно у две болнице, дању и ноћу, што је за његов организам било изузетно напорно. О овоме сведочи др Леон Коен један од касније великих професора;
| „ | Трошио се и физички и душевно; но, увек весела срца а лица насмејаног, с пуно посебног хумора њему својственог. Само је човек његовог кова, савесности, издржљивости, а са осећајима дужности и одговорности, могао тако. Не беше атлетског телесног састава. Напротив. Стога за метафизичаре Петровић остаје згодан пример; дух је, што се његовог случаја тиче, увек и увек надвладавао материју чак - безобзирно. | ” |

Године 1898. Петровић је поднео захтев за „отпуст на аустроугарско подаништво“, положио заклетву и добио српско држављанство. 
Највећим делом захваљујући Петровићу развој војне хирургије у Моравској сталној војној болници у Нишу био је, и поред тешких почетака, веома брз. Тако је на Првом конгресу српских лекара и природњака, одржаном у Београду 1904. године у присуству педесет лекара из иностранства, а потом и на Првом састанку српских хирурга 1907. учествовао и мајор др Михајло Петровића са још три лекара из ове болнице. На тим скуповима Петровић је изнео сопствена искуства о деветогодишњем извођењу захвата херниотомије (лечење киле, бруха) у Моравској сталној војној болници код 4.328 регрута неспособних за војску. Тим оперативним захватом како је истако Петровић значајно је повећан број за војску способних грађана.
На дужности у Нишу био је од 1986. до 1912. године. Санитетски капетан прве класе постао је 1897. године, мајор 1901, потпуковник 1908. године. Пуковник је постао 1913. године по завршетку Другог балканског рата, иако је 1912. године прешао у цивилну службу, и обављао дужност начелника Хируршког одељења Окружне болнице у Нишу.
Пред Први светски рат, био је управник Моравске сталне војне болнице (август 1913—јул 1914), али и инспектор санитетских установа у Нишу и и председник супервизорне комисије у Марсељу.
Боравак Петровића у Нишу, који је захватао четврт века, остаће запамћен како по стручним радовима тако и у душама целог нишког краја...„с којим је Петровић остао присно везан до краја живота“.
У Балканским ратовима и Првом светском рату Петровић је постао врхунски хирург. Иако високог чина он није ратовао као штабни официр у некој од команди српске војске, већ је увек био у првим борбеним редовима, у рововима међу рањеним војницима. А између две битке активно је својим помоћницима (студентима медицине, које је у студирању омео рат) држао предавања и уводио их у вештине хирургије.
И поред великог отпора савезника и кадровских проблема српског санитета пред пробој Солунског фронта Српска Врховна команда формирала је болницу у Драгоманцима (Прву пољску хируршку болницу) на челу са др Ђорђем Нешићем и др Михаилом Петровићем,
Када је, и поред наређења савезника да Срби не формирају болницу и кадровских проблема санитета пред пробој Солунског фронта, Српска Врховна команда формирала је болницу у Василики (Прву пољску хируршку болницу) на Солунском фронту. За главног хирурга постављен је санитетски пуковник др Михаило Петровић. Током августа месеца 1916. године после жестоке офанзиве непријатеља, и контраофанзиве савезничких и српских трупа, у борби за Кајмакчалан, рањеника је било на више хиљада. Нажалост они нису стизали до Василика, у којој је Петровић (по наређењу генералштаба) оперисао килаве (особе са брухом). 
Петровић је иако нерадо стиснутих зуба, морао је да испуни тај задатак. А када га је испунио, одлучио је, на своју одговорност, да Прву хируршку пољску болницу примакне ближе фронту, иако му то није било допуштено. Ова мудра и смела Петровићева одлука спасила је животе многим рањеницима, а наљутила Француске савезнике, јер је:
| „ | ...Србија – у поређењу са Савезницима и са Централним силама – испредњачила је макар за корак, и у погледу ратно-хируршке доктрине, залажући се за начело што је могуће краћег транспорта рањених? А то је значило да хируршке пољске болнице треба да су што ближе фронту. | ” |

Хирургија, се у Србији, по Петровићевом дубоком уверењу, није неговала како треба, све до последње деценије 19. века. На то је утицао мали бројем лекара, и чињеница да је Србија за непуних десет година прошла кроз три рата. За излазак из оваквог стања у хирургији Србије, уз Суботића и Сондермајера у Београду и Животе Јанковића у Крагујевцу, Петровић је као четврти хирург, најмлађи међу њима, на посебно истуреном положају у Нишу, у који су гравитирале, из још неослобођених делова Јужне Србије, веће групе болесника на лечење у нишку Окружну болницу, носилац великих заслуге за развој хирургије у Србији с краја 19. века и у првим деценијама 20. века.
Те Петровићеве заслуге огледају се у томе што је у ратну хируршку доктрину увео доста новина. Једна од њих је и поступак са ратном раном по свим принципима асепсе и антисепсе, о чему је Михаило Петровић написао:
| „ | ...из очекиваног става прешли смо у активнији, јер смо видели, да ако не отварамо и не проширимо само погођено место, може да се јави ретенција. Овде нам више није био од користи асептички Утермеленов завој... ране нису долазиле у најбољем стању, мада се још код нас ни тада не јавља нигде гасна флегмона, која се тако често јављала у европском рату. | ” |

Он је ране испирао 2% карболном киселином, инфициране већом концентрацијом, или је користио јод и јодоформ-газу. Управо у Србији, захваљујући Петровићу у српско-бугарском рату (1885) промовисане су поред примена јодоформа у лечењу ратних рана, и методе дренаже ратне ране и скраћења времена евакуације (до примарне обраде ратне ране). Ове иновације др Михаила Петровића брзо су схватили и прихватили и други хирурзи. Тиме је он доказао да ја овакав третман ратне ране битан фактор у смањењу учесталости њене инфекције, појаве септичних компликација, учесталости ампутација и смртности.
Петровић је такође међу првима указо на једну појаву (која ће много година касније бити уочена и названа синдром узајамног погоршања код ратних повреда), која значајно утиче на инфекцију рана, наглашавајући при томе на нешто врло битно:
...
| „ | ...у рововима и земуницама наши војници чучали су са пушком на „готовс“! не данима, недељама и месецима, но годинама, од јула 1916 до краја августа 1918. Нема сумње, да је изнуреност организма у таквим условима ишла томе у прилог. | ” |

Када је 15. септембра 1919. Југословенско лекарско друштво издало „Правилник за стручне секције“ у коме се каже: „да у Југословенском лекарском друштву могу да се организују секције за све гране медицине“, за првог председника изабран је Михаило Петровић. Хируршка секција СЛД-а и поред залагања Михаила Петровића, а касније и његових следбеника, није основана све до 1950. године.
По завршетку Првог светског рата 1920. Петровић је по потреби војне службе прекомандован у Загреб на дужност референта санитетске службе у Шестој армијској области. На тој дужности остао је све док указом Министра војске од 1921. године није премештен на дужност, начелник Хируршког одељења Војне болнице у Београду. На тој дужности био је све до 1929. године, када је пензионисан у чину бригадног генерала (у који је унапређен 1924. година) са правом ношења униформе, коју он није скидао све до своје смрти.
Када је Хируршко одељење Опште болнице на Врачару, 1921. године, одлуком Медицинског факултета у Београду постало Хируршка клиника и прва наставна и стручна установа за студије хирургије у Краљевини СХС, требало је изабрати предаваче. На предлог професора Суботића, Михаило Петровић је те године изабран за ванредног професора хируршке пропедевтике, истовремено када је постављен и за начелника Хируршког одељења Војне болнице у Београду.
И након пензонисања 1929. године, Петровић је наставио да ради као професор хируршке пропедевтике на Медицинском Факултету у Београду, и да оперише „безмало до последњег даха“. Када му је умрла супруга 1932. године, преселио се на Хируршко одељење Војне болнице у Београду, где је све до смрти 1934. подучавао своје млађе колеге.
Међу њима је био и Рада Данић, који ће касније постати једна од угледних хирурга Југославије, и велики познавалац дела Михаила Петровића. Колико је била непромишљена одлука војних власти о пензионисању Петровића, најбоље се види из писма Рада Данића упућеног Петровићу: 
| „ | ...колико ми тешко пада ово Ваше – бар званично – напуштање рада мислим да није потребно нарочито истицати. Само мислим да се Војска, којој сте све дали и коју сте тако легендарно волели, није до према Вама до краја одужила. С тог се надам да ће Вам у толико милији бити овај глас искрене захвалности и оданости једнога Вашег ђака, који остаје Ваш увек Рада Данић. 13. априла 1929. у Нишу. | ” |

## Признања
Носилац 17 одликовања и ордена, међу којима и;
- Орден Карађорђеве звезде четвртог степена
- Четири Ордена Светог Саве
- Орден белог орла четвртог степена
- Орден белог орла петог степена
- Албанска споменица
- Орден француског Ратног крста са палмом